# Domingos Mourão
Domingos Mourão es un municipio brasileño del estado del Piauí.

## Geografía
Se localiza a una latitud 04º15'14" sur y a una longitud 41º16'13" oeste, estando a una altitud de 150 metros. Su población estimada en 2004 era de 4.290 habitantes.

### Carreteras
- PI-258

## Administración
- Prefecto: Domingos José Rodrigues Cavallero (2005/2008)
- Viceprefecto: Valdir Bandera da Silva (2005/2008)
- Presidente de la cámara:Luis Gonzaga da Silva Barbosa (2007/2008)